# Hainford
Hainford är en ort och civil parish i Storbritannien.   Den ligger i grevskapet Norfolk och riksdelen England, i den sydöstra delen av landet, 170 km nordost om huvudstaden London. Hainford ligger 25 meter över havet och antalet invånare är 951.
Terrängen runt Hainford är platt, och sluttar österut. Runt Hainford är det tätbefolkat, med 343 invånare per kvadratkilometer. Närmaste större samhälle är Norwich, 10,6 km söder om Hainford. Trakten runt Hainford består till största delen av jordbruksmark.